# Xangongo
Xangongo és una comuna del municipi d'Ombadja a la província de Cunene. Té uns 5.000 habitants i es troba a 850 kilòmetres de Luanda i a 150 kilòmetres de la frontera entre Angola i Namíbia. És servida per l'aeroport de Xangongo. També va ser un lloc de combats habituals durant la guerra per la independència de Namíbia (Àfrica del Sud-oest) i en la Guerra Civil angolesa.

## Xangongo i el SWAPO
Xangongo era la caserna del "front nord-oriental" del SWAPO. El 23 d'agost de 1981 hi va tenir lloc una operació militar de l'exèrcit de Sud-àfrica coneguda com a Operació Protea. El seu objectiu era destruir la SWAPO a les ciutats angoleses de Xangongo i Ondjiva. Va ser molt reeixit i va impulsar considerablement les operacions militars sud-africanes tant contra la SWAPO com contra l'exèrcit d'Angola. El pont sobre el riu Cunene va ser destruït per les forces especials sud-africanes i la ciutat fou ocupada durant molts anys per Sud-àfrica. En acabar la batalla de Cuito Cuanavale s'hi va desplaçar la 50a Brigada Fidel Castro i començà a fustigar les tropes sud-africanes, provocant l'Operació Excite/Hilti. En resposta a aquest fustigament els sud-africans hi mobilitzaren la 81a Brigada Cuirassada en l'Operació Guineu del Desert, per tal de neutralitzar la divisió cubana,
però això no va ser necessari a causa de les reeixides negociacions que van posar fi a la participació de Sud-àfrica a la guerra civil d'Angola.